# 南蛮阿房列車
『南蛮阿房列車』（なんばんあほうれっしゃ）は、作家の阿川弘之が1975年から1982年まで相次いで執筆した紀行文である。題名は内田百閒の『阿房列車』に敬意を表して付けられ、「南蛮」がつくことからわかるように、日本国外の鉄道を対象とした鉄道旅行記である。同行人として北杜夫や遠藤周作、開高健などが登場するほか、長男の阿川尚之や長女の阿川佐和子が同行した回もある。
下記の『自選南蛮阿房列車』の著者あとがきによると、さらに書き継ぐつもりでいたところ、阿川と親交が深かった編集者の宮脇俊三が鉄道紀行作家としてデビューし、活躍するようになったことと、『ピラミッド阿房列車』の旅の際に自身の体力の衰えを感じたことから、その先の執筆を止めたという。

## 作品リスト

### 南蛮阿房列車 乗物狂世界を駆ける
- 欧州奇人特急
- マダガスカル阿房列車
- キリマンジャロの獅子
- アガワ峡谷紅葉列車
- カナダ横断とろとろ特急
- 特快莒光號
- 元祖スコットランド阿房列車
- 地中海飛び石特急
- 降誕祭フロリダ阿房列車

### 南蛮阿房第2列車
- 最終オリエント急行
- カンガルー阿房列車
- ニュージーランド幽霊列車
- 東方紅阿房快車
- マッキンレー阿房列車
- ニューヨーク国際阿房急行
- 夕暮特急
- アステカの鷲
- チワーワ太平洋鉄道
- 欧州モザイク特急

### 自選南蛮阿房列車
- 欧州畸人特急
- マダガスカル阿房列車
- キリマンジャロの獅子
- アガワ峡谷紅葉列車
- 特快莒光號
- 元祖スコットランド阿房列車
- 最終オリエント急行
- カンガルー阿房列車
- 東方紅阿房快車
- マッキンレー阿房列車
- 夕暮特急
- アステカの鷲
- ピラミッド阿房列車。

### 新編南蛮阿房列車
- 欧州畸人特急
- マダガスカル阿房列車
- キリマンジャロの獅子
- アガワ峡谷紅葉列車
- カナダ横断とろとろ特急
- 元祖スコットランド阿房列車
- 降誕祭フロリダ阿房列車
- 最終オリエント急行
- 夕暮特急
- アステカの鷲
- チワーワ太平洋鉄道
- ピラミッド阿房列車

### 完全版 南蛮阿房列車
上
- 欧州畸人特急
- マダガスカル阿房列車
- キリマンジャロの獅子
- アガワ峡谷紅葉列車
- カナダ横断とろとろ特急
- 特快莒光號
- 元祖スコットランド阿房列車
- 地中海飛び石特急
- 降誕祭フロリダ阿房列車
- 最終オリエント急行

下
- カンガルー阿房列車
- ニュージーランド幽霊列車
- 東方紅阿房快車
- マッキンレー阿房列車
- ニューヨーク国際阿房急行
- 夕暮特急
- アステカの鷲
- チワーワ太平洋鉄道
- 欧州モザイク特急
- ピラミッド阿房列車

|                            | 南蛮阿房列車 乗物狂世界を駆ける | 南蛮阿房第2列車 | 自選南蛮阿房列車 | 新編南蛮阿房列車 | 完全版 南蛮阿房列車 |
| -------------------------- | ------------------------------- | --------------- | ---------------- | ---------------- | ------------------- |
| 欧州奇(畸)人特急           | 〇                              |                 | 〇               | 〇               | 〇                  |
| マダガスカル阿房列車       | 〇                              |                 | 〇               | 〇               | 〇                  |
| キリマンジャロの獅子       | 〇                              |                 | 〇               | 〇               | 〇                  |
| アガワ峡谷紅葉列車         | 〇                              |                 | 〇               | 〇               | 〇                  |
| カナダ横断とろとろ特急     | 〇                              |                 |                  | 〇               | 〇                  |
| 特快莒光號                 | 〇                              |                 | 〇               |                  | 〇                  |
| 元祖スコットランド阿房列車 | 〇                              |                 | 〇               | 〇               | 〇                  |
| 地中海飛び石特急           | 〇                              |                 |                  |                  | 〇                  |
| 降誕祭フロリダ阿房列車     | 〇                              |                 |                  | 〇               | 〇                  |
| 最終オリエント急行         |                                 | 〇              | 〇               | 〇               | 〇                  |
| カンガルー阿房列車         |                                 | 〇              | 〇               |                  | 〇                  |
| ニュージーランド幽霊列車   |                                 | 〇              |                  |                  | 〇                  |
| 東方紅阿房快車             |                                 | 〇              | 〇               |                  | 〇                  |
| マッキンレー阿房列車       |                                 | 〇              | 〇               |                  | 〇                  |
| ニューヨーク国際阿房急行   |                                 | 〇              |                  |                  | 〇                  |
| 夕暮特急                   |                                 | 〇              | 〇               | 〇               | 〇                  |
| アステカの鷲               |                                 | 〇              | 〇               | 〇               | 〇                  |
| チワーワ太平洋鉄道         |                                 | 〇              | 〇               | 〇               | 〇                  |
| 欧州モザイク特急           |                                 | 〇              |                  |                  | 〇                  |
| ピラミッド阿房列車         |                                 |                 | 〇               | 〇               | 〇                  |

### 刊行書誌
- 『南蛮阿房列車 乗物狂世界を駆ける』新潮社、1977年6月。
  - 『南蛮阿房列車』新潮社〈新潮文庫〉、1980年。ISBN 978-4101110059。
- 『南蛮阿房第2列車』新潮社〈新潮文庫〉、1985年。ISBN 978-4101110134。
- 『自選 南蛮阿房列車』〈徳間文庫〉1999年。ISBN 978-4198911836。
- 『新編 南蛮阿房列車』〈光文社文庫〉2007年。ISBN 978-4334742973。
- 『完全版 南蛮阿房列車 上』〈中公文庫〉2018年。ISBN 978-4122065192。
- 『完全版 南蛮阿房列車 下』〈中公文庫〉2018年。ISBN 978-4122065208。
- 『阿川弘之全集 第17巻 エッセイⅡ』新潮社、2006年。ISBN 978-4106434273。にも収録。